# チャールズ・リッチモンド・ヘンダーソン
チャールズ・リッチモンド・ヘンダーソン（Charles Richmond Henderson、1848年12月17日 – 1915年3月29日）は、アメリカ合衆国のバプテスト教会の教役者、社会学者。テレホートとデトロイトで牧師として20年近く働いた後、シカゴ大学から社会学の准教授に招かれ、後にはテニュア付きの教授となった。アメリカ合衆国の社会や、監獄制度、慈善活動の社会学などについて著作を残した。

## 経歴
ヘンダーソンは、1848年12月17日にインディアナ州コビントンに生まれ、旧シカゴ大学に学んで1870年にB.A,、1873年にM.A.の学位を取得した。また1873年には、バプテスト・ユニオン神学校 (the Baptist Union Theological Seminary) で、B.D.（神学の学士号）を取得し、教役者として按手された。1873年から1883年まで、ヘンダーソンはインディアナ州テレホートで、次いで1883年頃から1892年までデトロイトのウッドワード・アベニュー・バプテスト教会で、牧師として働いた。
1892年にシカゴ大学の社会学准教授に任命され、後に教授に昇任した。1898年から1899年にかけて、National Conference of Charities の会長を務め、1902年には全国監獄協会（National Prison Association：後のアメリカ矯正協会）の会長、1910年には International Prison Congress の会長も務めた。1907年には、イリノイ州の職業病委員会 (the Illinois Commission on Occupational Diseases) の書記も務めた。
ヘンダーソンは、1915年3月29日にサウスカロライナ州チャールストンで死去した。

## おもな著書
- The Development of Doctrine in the Epistles (1894)
- The Social Spirit in America (1896)
- Social Settlements (1897)
- Social Elements (1898)
- An Introduction to the Study of the Dependent, Defective, and Delinquent Classes (1898; second edition, enlarged, 1901)
- Modern Prison Systems (57th Congress, 2d Session, House Document No. 452, 1903)
- Modern Methods of Charity (1904)
- Industrial Insurance in the United States (1907)
- Social Duties from a Christian Point of View (1909)
- Education in Relation to Sex (1909)
- Social Programmes of the West (1913)